# Watt (album)
Pour les articles homonymes, voir Watt (homonymie).
Albums de Ten Years After
Cricklewood Green
(1970) A Space in Time
(1971)
Watt est le sixième album du groupe de blues rock britannique Ten Years After, sorti en décembre 1970. Il est le dernier album paru sur le label Deram, le groupe signant ensuite chez Columbia.
Comme son prédécesseur, il est enregistré à Londres, dans les studios Olympic, à l'exception de la reprise de Sweet Little Sixteen, enregistrée lors du festival de l'île de Wight le samedi 29 août 1970.
L'album se classe 5e au Royaume-Uni et 21e aux États-Unis.

## Titres
Toutes les chansons sont d'Alvin Lee, sauf Sweet Little Sixteen, une reprise de Chuck Berry.

### Face 1
1. I'm Coming On – 3:48
2. My Baby Left Me – 5:23
3. Think About the Times – 4:43
4. I Say Yeah – 5:17

### Face 2
1. The Band with No Name – 1:37
2. Gonna Run – 6:02
3. She Lies in the Morning – 7:24
4. Sweet Little Sixteen – 4:09

## Musiciens
- Alvin Lee : chant, guitare
- Chick Churchill : orgue
- Leo Lyons : basse
- Ric Lee : batterie

## Charts

### Album
| Pays        | Durée du classement | Meilleur classement | Date             |
| ----------- | ------------------- | ------------------- | ---------------- |
| Allemagne   | 6 semaines          | 9e                  | 15 janvier 1971  |
| États-Unis  | 17 semaines         | 21e                 | 30 janvier 1971  |
| France      | 36 semaines         | 9e                  | 1971             |
| Norvège     | 17 semaines         | 8e                  | 1er février 1971 |
| Pays-Bas    | 8 semaines          | 2e                  | 13 mars 1971     |
| Royaume-Uni | 9 semaines          | 5e                  | 23 janvier 1971  |

### Single
| Single        | Chart          | Durée du classement | Position | Date         |
| ------------- | -------------- | ------------------- | -------- | ------------ |
| I'm Coming On | Single Top 100 | 2 semaines          | 47e      | 15 mars 1971 |